# Hemicloea plumea
Hemicloea plumea är en spindelart som beskrevs av Ludwig Carl Christian Koch 1875. Hemicloea plumea ingår i släktet Hemicloea och familjen plattbuksspindlar. Inga underarter finns listade i Catalogue of Life.